# Rinaldi (cognome)
Rinaldi è un cognome italiano.

## Origine e diffusione
Nasce dal nome proprio di origine germanica Rinaldo.
Si tratta di uno dei cognomi più diffusi in Italia.

## Persone
- Francesca Rinaldi, attrice e doppiatrice italiana (Roma, n.1973)
- Nadia Rinaldi, attrice italiana (Roma, n.1967)
- Paola Rinaldi, attrice italiana (Roma, n.1959)
- Massimo Rinaldi (vescovo), vescovo (Rieti, n.1869)